# Boomerang (stacja telewizyjna)
Boomerang (czyt. Bumerang) – kanał telewizyjny nadający programy dla dzieci powyżej 3 roku życia. Kanał dostępny jest m.in. w Wielkiej Brytanii, Australii, Hiszpanii, Francji, Brazylii. W Polsce jest również dostępny siostrzany kanał – Cartoon Network. Kanał został zastąpiony w Polsce przez Cartoonito.
Pierwotnie Boomerang miał za zadanie emisję  zapomnianych, klasycznych seriali, które pochodzą ze studia Hanna-Barbera, Warner Bros., MGM. W kolejnych latach Boomerang zaczął dodawać coraz nowsze produkcje oraz blok dla przedszkolaków Cartoonito.

## Boomerang Polska
Kanał rozpoczął w Polsce nadawanie 6 czerwca 2005 roku jako feed Pan-Euro/Mena emitowany nie tylko w Europie, ale również na Środkowym Wschodzie i Afryce, a 1 lutego 2008 jako feed Central & Eastern Europe pierwotnym sygnałem w Rosji. Do 18 marca 2023 roku prezentowano na nim zarówno kreskówki w oryginalnych wersjach językowych, jak i zaopatrzone w polski dubbing, które w większości były wcześniej emitowane przez CN Polska.
Boomerang nadawał 24 godziny na dobę w języku polskim, 4 kwietnia 2018 zmienił format emisji z 4:3 na 16:9, a od 17 kwietnia 2018 był dostępny w wersji HD.
Był drugim, obok Cartoon Network, sztandarowym kanałem dziecięcym, należącym do Turner Broadcasting System Poland. Od 2021 jego operatorem był HBO Europe z siedzibą w Czechach. Od 2022 prowadzeniem kanału zajmowała się jednostka TVN Warner Bros. Discovery, polski oddział koncernu Warner Bros. Discovery. 18 marca 2023 roku Boomerang został zamknięty i zastąpiony przez Cartoonito.

## Historia
| Historia Polskiego Boomerang | |
| Rok                          | Szczegóły |
| 2005                         | 5 czerwca rozpoczął swoją emisję w Polsce. Boomerang po raz pierwszy emituje maraton Gwiazda Miesiąca. Premiery kreskówek: 13 demonów Scooby Doo (pl); Dastardly i Muttley (pl); Detektyw Pchełka na tropie (org.); Droopy, superdetektyw (pl); Droopy i Dripple (pl); Dzieciństwo Flintstonów (org.); Dzielna Mysz (org.); Figle z Flintstonami (pl); Flintstonowie (pl); Goryl Magilla (org.); Hong Kong Fu-i (pl); Jabberjaw (org.); Josie i Kociaki (org.); Jetsonowie (pl); Kapitan Grotman i Aniołkolatki (pl); Kocia ferajna (pl); Lew Lippy (org.); Miś Yogi (pl); Odlotowe wyścigi (1968) (pl); Perypetie Penelopy Pitstop (pl); Pies Huckleberry (org.); Pixie i Dixie (org.); Pomocy! To banda Kudłacza (org.); Popeye (org.); Quick Draw McGraw (org.); Rodzina Addamsów (pl); Scooby Doo (pl); Snagglepuss (org.); Szczeniak zwany Scooby Doo (pl); Szczenięce lata Toma i Jerry’ego (pl); Tex Avery przedstawia (pl); Tom i Jerry (pl); Yogi, łowca skarbów (org.); Zwariowane melodie (pl). Premiery filmów pełnometrażowych: Arka Yogiego; Człowiek zwany Flintstonem; Jetsonowie spotykają Flintstonów; Judy Jetson i Rockersi; Kocia ferajna w Beverly Hills; Miś Yogi i czarodziejski lot Świerkową Gęsią; Scooby Doo: Szkoła upiorów; Scooby Doo i bracia Boo; Scooby-Doo i oporny wilkołak; Scooby Doo na Wyspie Zombie; Scooby Doo podbija Hollywood; Tom i Jerry: Wielka ucieczka; Wielka ucieczka Misia Yogi; Władca ksiąg; Yabba Dabba Do!; Yogi i inwazja kosmitów; Złych czterech i pies Huckleberry. |
| 2006                         | Premiery kreskówek: Dwa głupie psy (pl); Głupi i głupszy (pl); Heathcliff i Marmaduke (org.); Hrabia Kaczula (org.); Maska (pl); Szopy pracze (org.). |
| 2007                         | Kreskówki, w których pojawił się polski dubbing: Pomocy! To banda Kudłacza; Josie i Kociaki; Popeye; Heathcliff i Marmaduke. Premiery kreskówek: Atomrówek (org.); Scooby i Scrappy Doo (pl); Nowe zagadki Scooby Doo (org.); Mike, Lu i Og (ro); Owca w Wielkim Mieście (pl). Premiery filmów pełnometrażowych: The Phantom Tollbooth (org.). 25 listopada po raz ostatni pojawia się maraton Gwiazda Miesiąca. |
| 2008                         | Od 1 lutego Boomerang jest w 100% po polsku (Dzieciństwo Flintstonów i Nowe zagadki Scooby Doo oraz film The Phantom Tollbooth zostają usunięte z emisji ze względu na brak zaopatrzenia w polski dubbing). 18 lutego kanał rozpoczął nadawanie bloków reklamowych. Od 23 lutego do 26 października Boomerang emitował maraton Kreskówki Dave’a w ostatni weekend miesiąca. Premiery kreskówek: Strażnicy czasu (org.); Nowy Scooby Doo (pl); Porażki Króla Artura (pl). Kreskówki, w których pojawił się polski dubbing: Atomrówek; Jabberjaw; Dzielna Mysz; Detektyw Pchełka na tropie; Goryl Magilla; Hrabia Kaczula; Lew Lippy; Pies Huckleberry; Pixie i Dixie; Snagglepuss; Szopy pracze; Quick Draw McGraw; Yogi, łowca skarbów. |
| 2009                         | Premiery kreskówek: Laboratorium Dextera; Johnny Bravo; Kaczor Dodgers; The Garfield Show. Premiery filmów pełnometrażowych: Miś Yogi: Jak się macie – Misia znacie?; Holly-rockowa kołysanka; Scooby Doo i Najeźdźcy z Kosmosu; Scooby Doo i Cyberpościg; Scooby Doo i legenda wampira; Scooby Doo na tropie Mumii; Scooby Doo i baśnie z tysiąca i jednej nocy. |
| 2010                         | 23 marca na antenę Boomerang powraca blok „Gwiazda Miesiąca”. 6 sierpnia wystartowała strona Boomerang Polska. 27 września 2010 roku po raz pierwszy trafił do Tele Tygodnia. Premiery kreskówek: Różowa Pantera i przyjaciele; Miś Paddington. |
| 2011                         | Premiery kreskówek: Przyjaciele z Kieszonkowa; Kacper: Szkoła postrachu; George prosto z drzewa. Premiery kreskówek Cartoonito: Gerald McBoing Boing; Banany w piżamach; Jelly Jamm; Looney Tunes: Maluchy w pieluchach. Premiery filmów pełnometrażowych: Kaczor Daffy: Fantastyczna wyspa; Kacper: Szkoła postrachu. 12 października pojawia się nowy blok dla dzieci w wieku przedszkolnym – Cartoonito. |
| 2012                         | Premiery kreskówek: Całkiem nowe przygody Toma i Jerry’ego; Taz-Mania; Przygody Animków. Premiery kreskówek Cartoonito: Miś Paddington; Krypto Superpies. Premiera seriali fabularnych Cartoonito: Wło-cha-cha-cze; Bajanie z Cartoonito. Premiery filmów pełnometrażowych: Tom i Jerry: Misja na Marsa; Tom i Jerry: Piraci i kudłaci; Tom i Jerry: Dziadek do orzechów; Tom i Jerry: Szybcy i kudłaci. 28 marca w Polsce zmienia się oprawa graficzna Boomeranga. 27 sierpnia 2012 roku po raz pierwszy został usunięty z Tele Tygodnia. |
| 2013                         | Premiery kreskówek: Skunks Fu; Sylwester i Tweety na tropie; Dom dla Zmyślonych Przyjaciół pani Foster. Premiera serialu fabularnego Cartoonito: Leniuchowo. Premiera kreskówki Cartoonito: Strażackie opowieści. 31 grudnia blok Cartoonito pojawił się po raz ostatni w Boomerangu. |
| 2014                         | Premiery kreskówek: Strażackie opowieści; Banany w piżamach; Krypto superpies; Looney Tunes: Maluchy w pieluchach; Animaniacy; Tom i Jerry Show. Premiery seriali fabularnych: Leniuchowo; Bajanie z Cartoonito; Mu i Be – Opowieści z farmy; Bajanie z Boomerangiem. Premiery filmów pełnometrażowych: Scooby Doo i duch czarownicy; Scooby Doo i meksykański potwór; Scooby Doo!: Ahoj piraci!; Aloha, Scooby Doo; Tom i Jerry: Magiczny pierścień; Scooby Doo i potwór z Loch Ness; Alfa i Omega: Święta w wilczym stylu; Kumple z dżungli: Wyprawa na biegun północny. 19 grudnia 2014 roku po raz ostatni w gazetach telewizyjnych pojawił się program Boomerang. |
| 2015                         | 2 lutego Boomerang zmienia logo oraz oprawę graficzną. Premiery kreskówek: Inspektor Gadżet; Kumple z dżungli; Kumple z dżungli – na ratunek; Robin Hood – Draka w Sherwood; Jaś Fasola; Sowa i spółka; Oddbods; W rytmie dżungli; Wyluzuj, Scooby Doo!; Królik Bugs: serial twórców Zwariowanych melodii. Premiery filmów pełnometrażowych: Alfa i Omega: Igrzyska w wilczym stylu; Scooby Doo i król goblinów; Alfa i Omega: Legenda Zębatej Jaskini; Alfa i Omega: Rodzinne wakacje. 7 lutego pojawia się blok bajkowy w weekendy Skrzynia skarbów. Od 2 kwietnia do 22 czerwca od poniedziałku do piątku jest emitowany blok Paczka śmiechu Boomeranga. |
| 2016                         | Premiery kreskówek: Co nowego u Scooby’ego?; Królikula; Panna Moon; Grizzy i Lemingi; Mój rycerz i ja. Premiery filmów pełnometrażowych: Kumple z dżungli – na ratunek sowie i spółce!; Scooby Doo i Czarny Rycerz; Scooby Doo i maska Błękitnego Sokoła. |
| 2017                         | Premiery kreskówek: Koko smoko; Atomówki (2016); Ben 10 (2016); Klopsiki i inne zjawiska pogodowe; Dorotka i Czarnoksiężnik z krainy Oz; Odlotowe wyścigi (2017); Pat i świat. Premiery filmów pełnometrażowych: Tom i Jerry i Sherlock Holmes; Alfa i Omega: Dino afera; Bardzo zły lis i inne opowieści; Alfa i Omega: Zima zła; Dziecko do rąk własnych; Alfa i Omega: Wyprawa do królestwa niedźwiedzi; Ocalić święta. |
| 2018                         | 4 kwietnia Boomerang Polska zmienił format emisji obrazu z 4:3 na panoramiczny 16:9. 17 kwietnia Boomerang Polska uruchomił nadawanie programu w wysokiej rozdzielczości HD. 1 października Boomerang zmienił oprawę graficzną. Premiery seriali fabularnych: Zgrana piątka. Premiery filmów pełnometrażowych: Siatkarz Buddy; Drużyna Buddy’ego; Kasztan: Bohater Central Parku; Garfield ucieka z komiksu. |
| 2019                         | Premiery kreskówek: Angelo rządzi; Taffy; Mocny Mike; Scooby Doo i… zgadnij kto?. Premiera serialu fabularnego: Zoo. Premiery filmów pełnometrażowych: Scooby Doo: Mechaniczny pies; Scooby Doo i upiorny strach na wróble; Scooby Doo: Upiorne igrzyska; Scooby Doo i plażowy potwór; Scooby-Doo! Wyprawa po mapę skarbów; Scooby Doo: Upiorna gwiazdka; Scooby Doo: Koszmarne bramki; Tom i Jerry: Czarnoksiężnik z krainy Oz; Tom i Jerry: Magiczna fasola; Tom i Jerry: Superagenci; Tom i Jerry: Jak uratować smoka; Scooby-Doo!: Pora księżycowego potwora; Scooby Doo: Wielka draka wilkołaka; Scooby-Doo: Klątwa potwora z głębin jeziora; Scooby-Doo! Frankenstrachy. 26 sierpnia 2019 roku, po 5 latach przerwy, w gazetach telewizyjnych znowu pojawił się program Boomerang. |
| 2020                         | Premiery kreskówek: Yabba Dabba Dinozaury!; Agent Binky: Pets of the Universe; Lamput; Pan Magoo; Królewska Straż; Alice i Lewis. Premiera filmu pełnometrażowego: Mistrz Krecio i królewskie zaproszenie. 6 kwietnia 2020 roku, po 8 latach przerwy, znowu trafił do Tele Tygodnia. |
| 2021                         | Premiery kreskówek: Power Players; Mush-Mush i Grzybaszki; Zwariowane melodie: Kreskówki; Tom i Jerry w Nowym Jorku; Krecio. Premiery filmów pełnometrażowych: Scooby-Doo: Strachy i patałachy; Scooby Doo: Wakacje z duchami; Scooby Doo: Epoka Pantozaura; Ben 10 kontra wszechświat: Film; Scooby-Doo i Kiss: Straszenie na scenie; Scooby-Doo! Na Dzikim Zachodzie; Scooby Doo: WrestleMania – Tajemnica ringu. |
| 2022                         | Premiery kreskówek: Ninja Express; Tomek i przyjaciele: Naprzód lokomotywy!; Pająk Lucas. 1 września po ośmiu latach powraca blok Cartoonito. |
| 2023                         | Premiery kreskówek: Batwheels; Poznaj Batwheelsy. 18 marca Boomerang został zastąpiony przez Cartoonito. |

## Programy

### Seriale animowane
- 13 demonów Scooby Doo
- Agent Binky: Pets of the Universe
- Alice i Lewis
- Angelo rządzi
- Animaniacy
- Atomówki (2016)
- Atomówki
- Banany w piżamach
- Ben 10 (2016)
- Całkiem nowe przygody Toma i Jerry’ego
- Co nowego u Scooby’ego?
- Dastardly i Muttley
- Detektyw Pchełka na tropie
- Dom dla Zmyślonych Przyjaciół pani Foster
- Dorotka i Czarnoksiężnik z krainy Oz
- Droopy i Dripple
- Droopy, superdetektyw
- Dwa głupie psy
- Dzieciństwo Flintstonów
- Dzielna Mysz
- Figle z Flintstonami
- Flintstonowie
- Garfield Show
- George prosto z drzewa
- Głupi i głupszy
- Goryl Magilla
- Grizzy i Lemingi
- Heathcliff i Marmaduke
- Hong Kong Fu-i
- Hrabia Kaczula
- Inspektor Gadżet
- Jabberjaw
- Jaś Fasola
- Jetsonowie
- Johnny Bravo
- Josie i Kociaki
- Kacper: Szkoła postrachu
- Kaczor Dodgers
- Kapitan Grotman i Aniołkolatki
- Klopsiki i inne zjawiska pogodowe
- Kocia ferajna
- Koko smoko
- Krecio
- Królikula
- Królewska Straż
- Krypto superpies
- Kumple z dżungli – na ratunek
- Laboratorium Dextera
- Lamput
- Lew Lippy
- Looney Tunes: Maluchy w pieluchach
- Looney Tunes Show
- Maska
- Mike, Lu i Og
- Miś Paddington
- Miś Yogi
- Mocny Mike
- Mój rycerz i ja
- Mush-Mush i Grzybaszki
- Nowe zwariowane melodie
- Nowy Scooby Doo
- Nowe zagadki Scooby Doo
- Oddbods
- Odlotowe wyścigi (1968)
- Odlotowe wyścigi (2017)
- Owca w Wielkim Mieście
- Pająk Lucas
- Pan Magoo
- Panna Moon
- Pat i świat
- Perypetie Penelopy Pitstop
- Pies Huckleberry
- Pixie i Dixie
- Pomocy! To banda Kudłacza
- Popeye
- Porażki Króla Artura
- Power Players
- Przygody Animków
- Przyjaciele z Kieszonkowa
- Quick Draw McGraw
- Robin Hood – Draka w Sherwood
- Rodzina Addamsów
- Różowa Pantera i przyjaciele
- Scooby Doo
- Scooby Doo, gdzie jesteś?
- Scooby i Scrappy Doo (1979)
- Scooby i Scrappy Doo (1980)
- Scooby Doo i… zgadnij kto?
- Skunks Fu
- Snagglepuss
- Sowa i spółka
- Strażackie opowieści
- Strażnicy czasu
- Sylwester i Tweety na tropie
- Szczeniak zwany Scooby Doo
- Szczenięce lata Toma i Jerry’ego
- Szopy pracze
- Taffy
- Taz-Mania
- Tex Avery przedstawia
- The Happos Family
- Tom i Jerry
- Tom i Jerry Show
- Tom i Jerry w Nowym Jorku
- W rytmie dżungli
- Wyluzuj, Scooby Doo!
- Yabba Dabba Dinozaury!
- Yogi, łowca skarbów
- Zwariowane melodie
- Zwariowane melodie: Kreskówki

### Seriale fabularne
- Bajanie z Cartoonito/Bajanie z Boomerangiem
- Leniuchowo
- Mu i Be – Opowieści z farmy
- Zgrana piątka
- Zoo

### Cartoonito
Blok Cartoonito był emitowany od 12 października 2011 do 31 grudnia 2013 roku, potem od 1 września 2022 do 18 marca 2023. W ramach niego były emitowane seriale:
- Leniuchowo
- Miś Paddington
- Strażackie opowieści
- Wło-cha-cha-cze
- Bajanie z Cartoonito
- Banany w piżamach
- Gerald McBoing Boing
- Jelly Jamm
- Krypto superpies
- Looney Tunes: Maluchy w pieluchach
- Mush-Mush i Grzybaszki
- Tomek i przyjaciele: Naprzód lokomotywy!
- Pająk Lucas
- Krecio

### Przerywniki programowe
- BatChat
- BoomCam
- Boomerang Shorts – najlepsze z najlepszych
- Garfield Shorts
- Joga z misiem Yogi
- Kreskówki pełne tajemnic
- Kumple z dżungli
- Najśmieszniejsze momenty przełomowe
- Oddbods
- Road Runner and Wile E. Coyote CGI Shorts
- The Happos Family
- Lamput
- W rytmie dżungli

### „Sześćdziesiątki”
Boomerang dawał możliwość oglądania niektórych seriali w specjalnych godzinnych blokach:
- Godzina ze Zwariowanymi Melodiami (Looney Tunes Hour)
- Godzina z Flintstonami (Flintstones Hour)
- Godzina z Garfieldem (The Garfield Show Hour)
- Godzina z Johnnym Bravo (Johnny Bravo Hour)
- Godzina z Kaczorem Dodgersem (Duck Dodgers Hour)
- Godzina z Kocią ferajną (Top Cat Hour)
- Godzina z Laboratorium Dextera (Dexter’s Laboratory Hour)
- Godzina z Popeye’em (Hour Block Popeye)
- Godzina z Porażkami Króla Artura
- Godzina z Różową Panterą i przyjaciółmi (Pink Panther and Pals Hour)
- Godzina z Tomem i Jerrym (Tom & Jerry Hour)
- Godzina ze Scoobym (Scooby Hour)

### Obiad z Boomerangiem
Blok programowy emitowany od 3 stycznia 2011 do 2013, który nadawał seriale:
- Kaczor Dodgers
- Tom i Jerry
- Zwariowane melodie

### Gwiazda Miesiąca
W ostatni weekend każdego miesiąca (do  25 listopada 2007, a następnie po trzyletniej przerwie od 27 marca 2010) emitowany był maraton Gwiazda Miesiąca (Star of the Month).
Do 2007 roku maraton przez 24 godziny emitował jedną kreskówkę. Od 2010 roku emitował serial w godz. 6:00-15:00. Program prowadzony był przez Richiego Robertsa. „Gwiazda Miesiąca” była zapowiadana miesiąc przed emisją.
W maratonie do 2007 roku można było oglądać seriale:
| - Szopy pracze - Hrabia Kaczula - Flintstonowie | - Scooby Doo - Tom i Jerry - Zwariowane melodie | - Kocia ferajna - Jetsonowie - Dzielna Mysz - Odlotowe wyścigi |

W 2010 roku w maratonie można było ponownie oglądać seriale:
- Scooby Doo
- Tom i Jerry
- Flintstonowie
- Garfield
- Zwariowane melodie
- Kaczor Dodgers

### Kreskówki Dave’a
W okresie od 23 lutego 2008 do 26 października 2008 przez ostatni weekend każdego miesiąca emitowany był maraton Kreskówki Dave’a.
Maraton trwał przez 7,5 godziny, podczas którego emitowana jest jedna kreskówka. Program prowadzony był przez Robota o imieniu Dave. Kreskówki emitowane w maratonie były to:
- Kocia ferajna,
- Yogi, łowca skarbów i Miś Yogi,
- Dzielna Mysz,
- Hrabia Kaczula,
- Flintstonowie,
- Tom i Jerry,
- Odlotowe wyścigi.

### Maratony
- 1 stycznia 2009 roku Boomerang emitował przez cały dzień filmy animowane: Yabba Dabba Do!; Miś Yogi: Jak się macie – Misia znacie?; Kocia ferajna w Beverly Hills; Tom i Jerry: Wielka ucieczka; Władca ksiąg; Scooby Doo podbija Hollywood; Scooby Doo: Szkoła upiorów; Miś Yogi i czarodziejski lot Świerkową Gęsią; Jetsonowie spotykają Flintstonów; Scooby-Doo i oporny wilkołak; Człowiek zwany Flintstonem; Yogi i inwazja kosmitów; Scooby Doo i bracia Boo; Judy Jetson i rockersi; Arka Yogiego i Scooby Doo na Wyspie Zombie.

### Kino Boomerang
Na Boomerangu w soboty i niedziele emitowane było Kino Boomerang:

- Alfa i Omega: Dino afera
- Alfa i Omega: Igrzyska w wilczym stylu
- Alfa i Omega: Legenda Zębatej Jaskini
- Alfa i Omega: Rodzinne wakacje
- Alfa i Omega: Święta w wilczym stylu
- Alfa i Omega: Wyprawa do królestwa niedźwiedzi
- Alfa i Omega: Zima zła
- Aloha, Scooby Doo
- Arka Yogiego
- Bardzo zły lis i inne opowieści
- Ben 10 kontra wszechświat: Film
- Człowiek zwany Flintstonem
- Dom dla Zmyślonych Przyjaciół pani Foster: Poszukiwany Chudy
- Dom dla Zmyślonych Przyjaciół pani Foster: Więźniowie wyobraźni
- Drużyna Buddy’ego
- Dziecko do rąk własnych
- Garfield Show: Futrzane opowieści
- Garfield Show: W poszukiwaniu Lymana
- Garfield ucieka z komiksu
- Holly-rockowa kołysanka
- Jetsonowie spotykają Flintstonów
- Judy Jetson i Rockersi
- Kacper: Szkoła postrachu
- Kaczor Daffy: Fantastyczna wyspa
- Kasztan: Bohater Central Parku
- Kocia ferajna w Beverly Hills
- Kumple z dżungli: Wyprawa na biegun północny
- Kumple z dżungli – na ratunek sowie i spółce!
- Mistrz Krecio i królewskie zaproszenie
- Miś Yogi: Jak się macie – Misia znacie?
- Miś Yogi i czarodziejski lot Świerkową Gęsią
- Ocalić święta
- Różowa Pantera: Bardzo różowe święta
- Scooby Doo!: Ahoj piraci!
- Scooby-Doo: Klątwa potwora z głębin jeziora
- Scooby Doo: Epoka Pantozaura
- Scooby Doo: Koszmarne bramki
- Scooby Doo: Mechaniczny pies
- Scooby Doo: Szkoła upiorów
- Scooby Doo: Upiorna gwiazdka
- Scooby Doo: Upiorne igrzyska
- Scooby Doo: Wakacje z duchami
- Scooby Doo: WrestleMania – Tajemnica ringu
- Scooby Doo i baśnie z tysiąca i jednej nocy
- Scooby Doo i bracia Boo
- Scooby Doo i cyberpościg
- Scooby Doo i Czarny Rycerz
- Scooby Doo i duch czarownicy
- Scooby Doo i król goblinów
- Scooby-Doo i Kiss: Straszenie na scenie
- Scooby Doo i legenda wampira
- Scooby Doo i meksykański potwór
- Scooby Doo i maska Błękitnego Sokoła
- Scooby Doo i najeźdźcy z kosmosu
- Scooby-Doo i oporny wilkołak
- Scooby Doo i plażowy potwór
- Scooby Doo i potwór z Loch Ness
- Scooby Doo i upiorny strach na wróble
- Scooby Doo: Wielka draka wilkołaka
- Scooby Doo na tropie Mumii
- Scooby Doo na Wyspie Zombie
- Scooby Doo podbija Hollywood
- Scooby-Doo: Strachy i patałachy
- Scooby-Doo! Frankenstrachy
- Scooby-Doo! Na Dzikim Zachodzie
- Scooby-Doo!: Pora księżycowego potwora
- Scooby-Doo! Wyprawa po mapę skarbów
- Siatkarz Buddy
- Tom i Jerry: Czarnoksiężnik z krainy Oz
- Tom i Jerry: Dziadek do orzechów
- Tom i Jerry: Jak uratować smoka
- Tom i Jerry: Magiczny pierścień
- Tom i Jerry: Misja na Marsa
- Tom i Jerry: Piraci i kudłaci
- Tom i Jerry: Superagenci
- Tom i Jerry: Szybcy i kudłaci
- Tom i Jerry: Wielka ucieczka
- Tom i Jerry: Magiczna fasola
- Tom i Jerry i Sherlock Holmes
- Wielka ucieczka Misia Yogi
- Władca ksiąg
- Yabba Dabba Do!
- Yogi i inwazja kosmitów
- Złych czterech i pies Huckleberry

Film, który był dawniej emitowany:
- The Phantom Tollbooth

W wakacje 2008 roku w ramach Kina Boomerang były emitowane odcinki serialu Nowy Scooby Doo:

- Duch czerwonego barona
- Wyjące Wiatry Wyjowca
- Nawiedzony Statek
- Eksterminator
- Tajemnica Klejnotów
- Goście nawiedzonego domu
- Hokus-Pokus z Loch Ness
- Nawiedzona wytwórnia słodyczy
- Nowe dreszczowce Scooby’ego Doo
- Scooby Doo spotyka Jonathana Wintersa
- Kolacyjka z Duchami
- Scooby Doo spotyka Dicka Van Dyke’a
- Flip i Flap
- Duch Jeźdźca z Hagglethornu
- Tajemniczy Wynalazek
- Scooby Doo w fabryce snów
- Scooby Doo w krainie czarów
- Statek widmo
- Straszne sportowe widowisko
- Tajemnica Wyspy Rekina
- Trzy niedojdy
- Upiorna mgła
- Upiór na hali muzycznej
- Zagadka wyspy strachów